# ميغان ليفي (فلم)
ميغان ليفي (بالإنجليزية: Megan Leavey) هو فيلم سيرة ذاتية درامي أمريكي من إنتاج سنة 2017، من إخراج غابرييلا كوبرثوايت وتأليف باميلا غراي وآني مومولو و تيم لوفشتيد وبطولة كيت مارا ورامون رودريغز وتوم فيلتون وبرادلي ويتفورد وويل باتون وكومون. حكاية الفيلم تتكلم عن المجندة في المارينز ميغان ليفي وحكايتها مع كلبها ريكس أثناء خدمتها العسكرية في الفلوجة في سنة 2005 وفي الرمادي في سنة 2006.

## البطولة
- كيت مارا بدور المجندة ميغان ليفي
- إدي فالكو بدور جاكي ليفي
- كومون بدور الرقيب ماسي
- رامون رودريغز بدور مات موراليس
- توم فيلتون بدور أندرو دين
- دامسون إدريس بدور مايكل فورمان
- شانون تاربيت بدور بارب
- برادلي ويتفورد بدور بوب ليفي
- أليكس هيفنر بدور الرقيب ساندرز
- ويل باتون بدور جيم
- باركر سويرس بدور ممثل
- كوري ويفر بدور صاحب البار
- جيرالدين جيمس بدور الدكتورة توبرفيل
- سام كيلي بدور الدكتور سيلس
- كوري جونسون بدور الرقيب

## التقييم
حصل الفيلم على تقييم 84% في موقع الطماطم الفاسدة بناءً على 90 مراجعة، أشاد النقاد في الموقع بواقعية الفيلم وحساسيته والقصة الدرامية والعاطفية فيه. في موقع ميتاكريتيك حصل الفيلم على تقييم 66 من 100 وحصل على 25 نقد معظمها إيجابي.

## وصلات خارجية
- ميغان ليفي على موقع IMDb (الإنجليزية)
- ميغان ليفي على موقع ميتاكريتيك (الإنجليزية)
- ميغان ليفي على موقع روتن توميتوز (الإنجليزية)
- ميغان ليفي على موقع قاعدة بيانات الأفلام العربية
- ميغان ليفي على موقع ألو سيني (الفرنسية)
- ميغان ليفي على موقع أول موفي (الإنجليزية)
- ميغان ليفي على موقع فيلمافينيتي (الإسبانية)
- ميغان ليفي على موقع قاعدة بيانات الفيلم (الإنجليزية)
- ميغان ليفي على موقع ليتربوكسد (الإنجليزية)
- ميغان ليفي على موقع كينوبويسك (الروسية)

- ميغان ليفي على قاعدة بيانات الأفلام على الإنترنت